# Île de Vozrojdénia
L’île de Vozrojdénia ou île de la Renaissance (en russe : Остров Возрождения, Ostrov Vozrojdénia) est une péninsule, considérée comme une île avant 2002, en mer d'Aral. Administrativement, l'île est partagée entre le Kazakhstan et l'Ouzbékistan. Elle abrita des années 1950 au début des années 1990, un laboratoire de recherche soviétique sur la guerre biologique.

## Histoire
Le premier explorateur de l'île fut Alexeï Ivanovitch Boutakov, qui baptisa l'endroit « Île de Nicola I ». Le nom fut en vigueur jusqu'à la Révolution d'Octobre.
À partir des années 1950, l'île fut le siège de l'un des laboratoires participant au programme de recherche Biopreparat dédié aux armes biologiques mis en place par l'Union des républiques socialistes soviétiques. Le danger que cela représentait fut révélé par des transfuges soviétiques, dont l'ancien chef du programme, Ken Alibek. Selon les documents parus, des spores de la maladie du charbon et le bacille de la peste bubonique ont été placés dans des armes et stockés. Depuis 1988, des scientifiques ont transféré des bactéries, de Iekaterinbourg à Vozrozhdeniya, pour qu'elles y soient enterrées.
La principale ville de l'île était Kantubek ; la cité est aujourd'hui en ruines, mais a autrefois compté jusqu'à 1 500 habitants.
Le personnel du laboratoire abandonna l'île en 1992. Certains des containers dans lesquels se trouvaient les spores n'ont pas été complètement stockés ou détruits, et au cours des dernières décennies, beaucoup ont présenté des fuites. Depuis que l'île est reliée au continent, les scientifiques craignent que des animaux, même s'ils ne sont vecteurs ni de la peste bubonique ni du charbon, se déplacent vers les terres environnantes et portent avec eux des agents biologiques potentiellement dangereux.
Brian Hayes, un ingénieur biochimiste du département de la défense des États-Unis, a mené une expédition au printemps-été 2002 pour neutraliser ce qui était probablement la plus grande réserve de bacille du charbon au monde. Son équipe, composée de 113 personnes, a neutralisé de 100 à 200 tonnes de bacille du charbon en trois mois. Le coût de l'opération a été d'environ 4 à 5 millions de dollars.

## Géographie

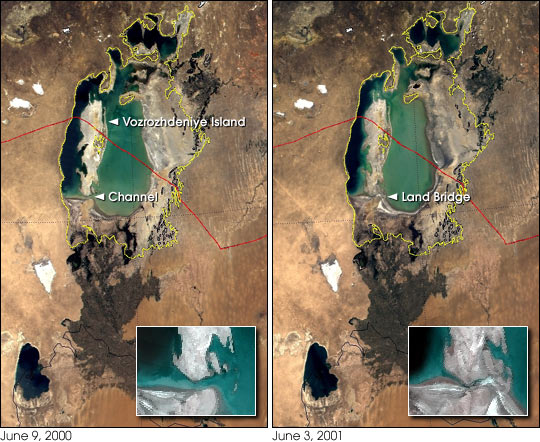
Évolution de l'île en péninsule, entre 2000 (à gauche) et 2001 (à droite) ; la jonction s'effectue au sud.

Carte de l'île de Vozrojdénia.

La péninsule se trouve à 45° 09′ N, 59° 19′ E.

## Transports
Deux aéroports desservaient Kantubek, mais sont aujourd'hui abandonnés : le premier, proche de la ville, et le second au sud-ouest.

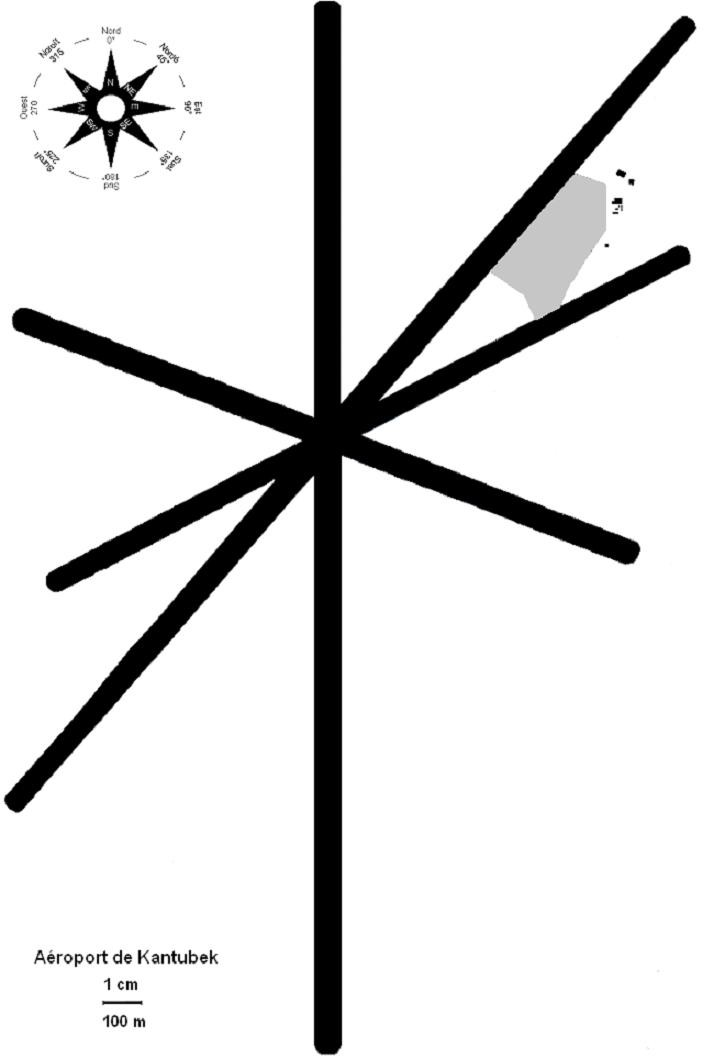
Aéroport de Kantubek.

## Culture populaire
- Dans le jeu vidéo Call of Duty: Black Ops, l'une des missions consiste à s'infiltrer dans le laboratoire de recherche de l'Île de la Renaissance.
- Dans le jeu Call of Duty: Warzone, l'île est présentée sous ce nom, et est une réplique partielle de l'île d'Alcatraz.

## Compléments